# Lothar Hellinger
Lothar Hellinger (* 18. September 1979  in Aidenbach) ist ein deutscher Filmproduzent.

## Leben
Hellinger wurde in Aidenbach geboren und studierte von 2003 bis 2007 Produktion und Medienwirtschaft an der Hochschule für Fernsehen und Film in München. Noch während seines Studiums war er in unterschiedlichen Bereichen der Filmherstellung tätig. 
Danach übernahm er die Herstellungs- und Produktionsleitung bei Produktionen wie Türkisch für Anfänger, Buddy und Saphirblau und fungierte als Producer der Fernsehsendung Kalkofes Mattscheibe und der Komödie Und Äktschn!.
2014 gründete er gemeinsam mit Christopher Doll die Hellinger/Doll Filmproduktion mit Sitz in Berlin. 
2016 wurden Hellinger und Doll für ihre Arbeit an Anika Deckers Traumfrauen für den österreichischen Film- und Fernsehpreis Romy in der Kategorie Bester Produzent Kinofilm nominiert.

## Filmografie (Auswahl)

### Produktion
- 2013: Buddy
- 2015: Traumfrauen
- 2016: Vier gegen die Bank
- 2016: SMS für Dich
- 2018: Beat
- 2019: Sweethearts
- 2019: Das Ende der Wahrheit
- 2024: Eine Million Minuten
- 2025: Wunderschöner